# Samprajnata
Saṃprajñāta (en sanskrit IAST ; devanāgarī : संप्रज्ञात) signifie « distingué, discerné ». Dans les Yoga Sūtra de Patañjali, saṃprajñāta qualifie l'état d'un yogin encore conscient, c'est-à-dire qui a la capacité de distinguer « ce qui est » (ātman) de « ce qui n'est pas » (anātman). 

## Quatre sortes de saṃprajñāta samādhi
Les Yoga Sūtra distinguent quatre états de saṃprajñāta samādhi (concentration) consécutifs à la pratique constante (abhyāsa) des huit membres (aṅga) du Yoga qui sont :
- vitarka samādhi : Forme de concentration discriminante sur les éléments denses;
- vicāra samādhi : Forme de concentration discriminante sur les éléments denses et subtils;
- ānanda samādhi :
- asmitā samādhi :